# Susannite
La susannite est un minéral d'hydroxyde de carbonate de sulfate de plomb. De formule Pb4SO4(CO3)2(OH)2, elle montre des formes tabulaires de la susannite, facilement confondues avec celle de la leadhillite. 

## Propriétés
Elle est la phase à température la plus élevée des deux et se forme au-dessus de 80 °C lorsque les fluides oxydent les gisements de minerai de plomb. Cela produit un résultat trimorphe avec la leadhillite et la macphersonite et cela en fait un minéral secondaire. 
Le chauffage de la leadhillite provoque donc sa transformation réversible en susannite dans la plage de température de 50 à 82 °C.
La susannite cristallise dans le système trigonal. Elle est assez molle avec une dureté de 2,5 à 3,0 sur l'échelle de Mohs et une densité relativement élevée de 6,57. 

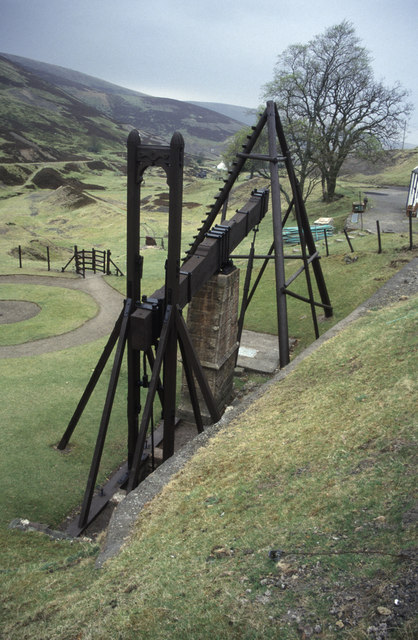
Une ancienne machine de Watt pour drainer une mine de plomb près de Wanlockhead

## Gîtologie et gisements
Elle a été découverte en 1827 dans la mine Susannah, à Leadhills, dans le comté de Lanark, en Écosse et son nom fait référence à cette endroit. 
Sa paragénèse implique à son stade précoce la Grande Oxydation, survenue il y a plus de 2,4 milliards d'années. Puis par l'hydratation en surface de minéraux préexistants (stade 47a), par le contact avec des sulfates et des sulfites (stade 47b), et des carbonates, phosphates, borates et nitrates (stade 47c). 
La susannite se forme en tant que minéral secondaire dans les zones oxydées des dépôts hydrothermaux de plomb, avec une température de formation dépassant les 80 °C.
En plus de sa localité type en Écosse, elle a également été signalée dans divers endroits en Allemagne, à la mine Tiger dans le comté de Pinal, en Arizona, à Iporanga, à São Paulo, au Brésil, et à la mine de Tsumeb en Namibie. La base de données Mindat.org recense près de 130 gisements dans le monde en 2023.